# حنش متغير
حنش متغير (الاسم العلمي:Coluber variabilis) هو نوع من الزواحف يتبع جنس الحنش من فصيلة الأحناش.